# Vladimir Toporov
Vladimir Nikolaïevitch Toporov, né le 5 juillet 1928 à Moscou et mort le 5 décembre 2005 à Moscou, est un philologue et mythologue russe qui est une figure éminente de l'école sémiotique de Tartu et de Moscou. Il a reçu le prix Soljénitsyne en 1998 et le prix Andreï Biély en 2004.

## Carrière
Vladimir Toporov a fait ses études à l'université de Moscou. Il est docteur en philosophie de la faculté de philosophie de l'université de Moscou et nommé académicien de l'académie des sciences de Russie en 1991 (il avait déjà été nommé membre de l'académie des sciences d'URSS pour le département de littérature et de langue, le 15 décembre 1990).
Il a présidé l'école sémiotique de Moscou après la mort de Youri Lotman. Il est l'auteur de plus de 1 500 publications parmi lesquelles Akhmatova et Dante (1972), Akhmatova et Blok (1981), Vers la reconstruction du rite indo-européen (1982), Néomythologisme dans la littérature russe du début du XXe siècle (1990), Énée, homme du destin (1993), Mythe, rite, symbole et images (1995), Sainteté et saints dans la culture spirituelle russe (1998), Texte pétersbourgeois de littérature russe (2003).
Le professeur Toporov était membre des comités de rédaction de plusieurs revues savantes, parmi lesquelles Recherches balto-slaves (de 1980 à sa mort), Questions de linguistique, Étymologie (1963-2005), Linguistica Baltica, International Journal of Poetic (1992-2005), Kodikas (1992-2005), Proverbium (1992-2005), Russian Litterature (1997-2005), etc. Il était également membre du conseil international de rédaction de la revue Arbor Mundi, membre de l'Academia Europaea, de l'International Semiotic Society, membre d'honneur de l'Académie des sciences de Lettonie, docteur honoris causa de l'université de Vilnius, membre de la société sémiotique des États-Unis
Il a traduit en russe le Dhammapada et a supervisé la publication en cours du vocabulaire le plus complet du vieux-prussien en cinq volumes. Le professeur Toporov a traduit plusieurs textes du sanskrit, et de langues anciennes baltes.
Il a refusé de recevoir son prix d'État d'URSS de 1990 à cause de la politique répressive de l'époque en Lituanie qui réclamait l'indépendance au gouvernement Gorbatchev. Il retourna son prix après les événements tragiques du 13 janvier 1991.
Il était l'époux de la sémiologue Tatiana Elizarenkova qui fut aussi coauteur de certains de ses ouvrages.

## Éditions en français
- Apologie de Pluchkine (De la dimension humaine des choses) (Éditions Verdier)  (ISBN 978-2-8643-2589-5) dont la traduction par Luba Jurgenson remporte le prix Russophonie 2011.

## Source
- (ru) Cet article est partiellement ou en totalité issu de l’article de Wikipédia en russe intitulé « Топоров, Владимир Николаевич » (voir la liste des auteurs).